# Паули, Бел
Изабель Дороти  Паули (англ. Isobel Dorothy Powley; род. 7 марта 1992, Лондон) — британская актриса, наиболее известная ролью Дейзи Миллер в телесериале CBBC «Секретные агенты». В 2015 году сыграла роль протагониста в драме «Дневник девочки-подростка», премьера которого состоялась на фестивале Санденс-2015.

## Ранняя жизнь
Паули родилась в Хаммерсмите, районе Лондона, в Англии, в семье британского актёра Марка Паули и кастинг-директора еврейского происхождения Янис Яффо.
Обучалась в Holland Park School.

## Карьера

### В кино и на телевидении
С 2007 по 2008 годы сыграла главную героиню в телесериале «Секретные агенты», снявшись в 26 эпизодах вместе с Рэйчел Петладвалой и Мустафой Хусейном-Оглу. Параллельно с этим Паули снялась ещё в таких сериалах как, «Земля убийств» (2009, 3 эпизода), «Крошка Доррит» (2008), «Чисто английское убийство» (2008) и «Информаторы» (2009).
В 2013 году снялась в шести сериях комедийного сериала ITV «Всё включено».
В 2015 году сыграла роль принцессы Маргарет в биографической комедии/драме «Лондонские каникулы» вместе с Эмили Уотсон и Рупертом Эвереттом. В том же году также снялась в фильме «Дневник девочки-подростка» вместе с Кристен Уиг и Александром Скарсгардом, исполнив роль Минни Гетце, за которую получила положительные отзывы.
5 августа 2015 года за два дня до пермьеры фильма в Нью-Йорке и Лос-Анджелесе, стало известно о том, что Бел будет играть главную роль в предстоящем независимом фильме «Кэрри Пилби», вместо Хейли Стейнфелд.
В 2018 году Паули  вместе с Лив Тайлер снялась в фильме ужасов «Одичалые» режиссёра Фрица Бёма, а также появилась в криминальной драме «Белый парень Рик». В том же году снялась в главной роли  Холли Мортен в драме BBC One «Informer». В июне 2020 года Паули появился в фильме «Король Статен-Айленда» в роли любовного увлечения персонажа Пита Дэвидсона.
В 2022 году Паули сыграл Берди, одного из главных героев сериала «Всё, что я знаю о любви».

### В театре
В марте 2009 года Паули сыграла роль Мэгги в постановке «Клыки-клыки» в Лондоне, в театре «Ройал-Корт». В 2011 году появилась на Бродвее, сыграв роль Томасины в постановке «Аркадия» в театре «Этель-Берримор». В октябре 2011 года она снова сыграла в театре «Ройал-Корт», исполнив роль Тилли в постановке «Скачущий». В августе 2012 года она играла в той же постановке в театрах «Уэст-Энд» и «Дюк-Йорк». В марте 2018 года появилась в роли Доун в постановке «Lobby Hero» вместе с Крисом Эвансом, Майклом Сера и Генри Брайаном Тайри. Постановка проходила в театре «Хейз».

## Личная жизнь
В интервью 2011 года Паули сказала, что изучает историю в Манчестерском университете. В 2010 году приняла участие в акции протеста против повышения платы за обучения в университете. С 2016 года встречается с коллегой по фильму «Красавица для чудовища» Дугласом Бутом. В 2021 году Бут сделал ей предложение

## Фильмография

### Фильмы
| Год  | Название                  | Роль           | Примечания      |
| ---- | ------------------------- | -------------- | --------------- |
| 2013 | Бок о бок                 | Лорен Бакл     |                 |
| 2015 | Дневник девочки-подростка | Минни Готц     |                 |
| 2015 | Лондонские каникулы       | Принцесса      |                 |
| 2015 | Равные                    | Рэйчел         |                 |
| 2016 | Кэрри Пилби               | Кэрри Пилби    |                 |
| 2016 | Объезд                    | Черри          |                 |
| 2017 | Красавица для чудовища    | Клейр Клермонт |                 |
| 2017 | Pipe Dreams               | Хелнн          | Короткометражка |
| 2018 | Одичалые                  | Анна           |                 |
| 2018 | Белый парень Рик          | Доун           |                 |
| 2018 | Пепел в снегу             | Лина Вилкас    |                 |
| 2020 | Король Статен-Айленда     | Келси          |                 |
| TBA  | Заведи меня               |                | [ 20 ]          |

### Телевидение
| Год       | Название                               | Роль                 | Примечания                                                   |
| --------- | -------------------------------------- | -------------------- | ------------------------------------------------------------ |
| 2007      | The Whistleblowers                     | Эмма Клейсон         | Эпизод: «Starters»                                           |
| 2007-2008 | Секретные агенты                       | Дейзи Миллар         | 23 эпизода                                                   |
| 2008      | Чисто английское убийство              | Беки Купер           | Эпизод: «Любимый и потрянный»                                |
| 2008      | Крошка Доррит                          | Цветочница           | Эпизод #1.3                                                  |
| 2009      | Murderland                             | Кэрри Уолш           | Телевизионный мини-сериал                                    |
| 2009      | Жизнь Виктории Вуд посредине рождества | Подросток            | Телефильм                                                    |
| 2011      | Хижина в лесу                          | Сидни                | Телефильм                                                    |
| 2014      | Всё включено                           | Бьянка Дайк          | 6 эпизодов                                                   |
| 2016      | Хулиганские сказки                     | Синди (озвучка)      | Телефильм                                                    |
| 2018      | Informer                               | Холли Мортен         | 6 эпизодов                                                   |
| 2019–2021 | Утреннее шоу                           | Клэйр Конуей         | Главная роль (1 сезон); гостевая роль (2 сезон), 11 эпизодов |
| 2019–2022 | Муми                                   | Малышка Мю (озвучка) | 39 эпизодов                                                  |
| 2022      | Всё, что я знаю о любви                | Бёрди                | Главная роль                                                 |
| 2023      | Маленький огонёк                       | Мип Гиз              |                                                              |
| 2024      | Властелины воздуха                     | Сандра Вингейт       | Предстоящий мини-сериал                                      |

## Театр
| Год  | Название    | Роль     | Театр                                  | Режиссёр        |
| ---- | ----------- | -------- | -------------------------------------- | --------------- |
| 2009 | Клыки-клыки | Мэгги    | Ройал-Корт                             | Джереми Херринг |
| 2011 | Аркадия     | Томасина | Этель-Берримор (Бродвей)               | Дэвид Лево      |
| 2011 | Скачущий    | Тилли    | Ройал-Корт и Ambassadors Theatre Group | Нина Рейн       |
| 2013 | Raving      | Табби    | Хампстед                               | Эдвард Холл     |
| 2014 | Слоны       | Дейзи    | Хампстед                               | Тамара Харви    |
| 2018 | Lobby Hero  | Доун     | Хелен Хейз (Бродвей)                   | Трип Каллман    |